# Jan Kleissl
Jan Kleissl, uváděn i jako Jan Kleisl (27. listopadu 1829 Plzeň – 10. února 1876 Plzeň), byl rakouský a český podnikatel a politik z Plzně, v 60. a 70. letech 19. století poslanec Českého zemského sněmu.

## Biografie
Pocházel z rodu přistěhovalého do Plzně, kde se narodil, z Tyrolska koncem 18. století. Identifikoval se ale s českým národním hnutím. Profesí byl podnikatelem a obchodníkem v Plzni. V Plzni byl rovněž aktivní ve veřejném a politickém životě. Zastával funkci člena městské rady, náměstka starosty a starosty místního Sokola. Plzeňským radním se poprvé stal v roce 1864. V roce 1865 se v obecní samosprávě zasazoval o podporu českého divadla v Plzni. Když se v roce 1866 do Čech blížila invazní pruská armáda, byl Kleissl pověřen převozem obecních cenností a důležitých listin do bezpečí do Lince. Patřil tehdy k hlavním představitelům mladé generace českých plzeňských politiků. Zároveň byl rivalem Emanuela Tuschnera, který se stal koncem 60. let plzeňským starostou. Počátkem 70. let podporoval započetí výstavby obecního vodovodu v Plzni.
V 60. letech 19. století se poprvé nakrátko zapojil i do zemské politiky. V zemských volbách v lednu 1867 byl zvolen za Národní stranu (staročeská) na Český zemský sněm v kurii obchodních a živnostenských komor (obvod Plzeň). Šlo tehdy o velký úspěch, protože etnicky českým kandidátům se podařilo plně ovládnout mandáty přidělované za Plzeň. Mandát ve sněmu obhájil Kleissl i v brzy poté vypsaných zemských volbách v březnu 1867. V srpnu 1868 patřil mezi 81 signatářů státoprávní deklarace českých poslanců, v níž česká politická reprezentace odmítla centralistické směřování státu a hájila české státní právo. V rámci politiky pasivní rezistence pak fakticky mandát na zemském sněmu nevykonával. Byl zbaven mandátu pro absenci v září 1868. V doplňovacích volbách v září 1869 kandidoval, ale v kurii obchodních a živnostenských komor místo něj uspěl Josef Fürth.
Po odchodu ze sněmu se po několik let stranil vysoké politiky a plně se zabýval komunálními otázkami, zaměstnávala ho hlavně výstavba dělnické kolonie Na Janské (na Severním Předměstí v Plzni, ulice dnes nazvána Kleisslova). Alespoň tak ho hodnotily posudky státních orgánů. Díky příznivému hodnocení se mohl v březnu 1873 stát okresním starostou plzeňského okresu (místo Emanuela Tuschnera, který sice ve volbách do okresního zastupitelstva zvítězil, ale nezískal potvrzení panovníka do funkce, navíc se v té době Tuschner ocitl v rostoucích finančních obtížích, které později vyvrcholily i soudním stíháním).
Do zemského sněmu se Kleissl vrátil až po několika letech. V doplňovacích volbách v říjnu 1873 byl zvolen na Český zemský sněm v městské kurii (obvod Plzeň). V rámci tehdejší politiky české pasivní rezistence ale křeslo nepřevzal, byl pro absenci zbaven mandátu a následně manifestačně zvolen v doplňovacích volbách roku 1874, stejně jako v doplňovacích volbách roku 1875.
Působil i jako poslanec Říšské rady (celostátní zákonodárný sbor), kam byl zvolen v prvních přímých volbách roku 1873 za kurii městskou, obvod Plzeň. Z politických důvodů se ale nedostavil do sněmovny, čímž byl jeho mandát i přes opakované manifestační zvolení prohlášen za zaniklý.
Ke konci života čelil finančním potížím, podle některých zdrojů v důsledku rozmařilého života, podle jiných coby oběť hospodářské krize roku 1873. Zemřel údajně jako velmi obézní ve Fodermayerově chudobinci v únoru 1876. Příčinou úmrtí byla mrtvice. Byl pohřben na Mikulášském hřbitově.